# Бергер, Грегг
Грег Бергер (англ.: Gregg Berger; род. 10 декабря 1950, Сент-Луис) — американский актёр озвучивания, озвучил более 350 ролей, в основном в мультфильмах и видеоиграх.

## Биография
Родился в 1950 году в Сент-Луисе, штат Миссури, из русско-еврейской семьи. Окончил среднюю школу Юниверсити-Сити в 1968 году.
Начал свою карьеру в 1978 году актёром озвучивания на телевидении.
Наибольшую известность ему принасло озвучивание щенка Оди одного из мультсериала «Гарфилд и его друзья», начав его озвучивать в 1980-х годах он продолжал озвучивать этот персонаж в различных спин-оффах, в том числе мультсериале 2008 года «Гарфилд шоу» и полнометражных мультфильмах «Настоящий Гарфилд» 2007 года, «Фестиваль Гарфилда» 2008 года и «Космический спецназ Гарфилда» 2009 года.
В мультсериале «Люди в чёрном» озвучил главного героя агента Кея.
Озвучивал персонажа Гримлок из мультсериала «Трансформеры», также озвучил этот персонаж в спин-оффах таких как «Трансформеры. Фильм».
Озвучивал персонажей Мистерио из мультсериала «Человек-паук» 1994 года, а также Поглотителя в мультсериале «Человек-паук» 2017 года.
В мультфильме 1999 года «Винни-Пух: Время делать подарки» озвучил ослика Иа-Иа, подменяя классического его озвучивателя Питера Каллена.
Помимо мультфильмов озвучивал видео-игры, например, в GTA 2 озвучил персонажа Трея Уэлша, в 2006 в «Отчаянные домохозяйки: Компьютерная игра» озвучил одного из главных персонажей Винсента Корсетти, озвучил гепарда Хантера из серии «Spyro» в 1999—2002 годах, а также персонажей видеоигр «Dissidia Final Fantasy» и «Final Fantasy X».
Изредка появлялся на экране в качестве актёра, обычно в не указываемых в титрах эпизодах и массовке, но сыграл заметную роль в фильме 1994 года «Полицейская академия 7: Миссия в Москве», где сыграл российского лейтенанта Юрия Талинского.
В 1994 году номинировался на телепремию «Энни» в категории «Лучший актёр озвучивания».
За озвучивание видеоигры по мотивам мультсериала «Трансформеры» трижды номинировался на премию Behind the Voice Actors Awards.
В 2014 году стал одним из героев документального фильма об американских актёрах озвучивания «Я знаю этот голос» («Know That Voice»).